# Miss Israel 2003
Miss Israel 2003 fue la 54.ª edición del concurso Miss Israel. Se llevó a cabo el 1 de abril de 2003 en el Centro Internacional de Convenciones de Haifa en Haifa (Israel). Al final del evento, Yamit Har-Noy coronó a Sivan Klein como su sucesora.
El concurso fue presentado por Orna Datz y transmitido en el Canal 2. En marzo de 2003, las veinte candidatas viajaron a Italia.

## Resultados
| Posición          | Candidata                                                    |
| ----------------- | ------------------------------------------------------------ |
| Miss Israel 2003  | - Sivan Klein                                                |
| Primera finalista | - Miri Levy                                                  |
| Segunda finalista | - Stavit Bodin                                               |
| Tercera finalista | - Shahar Nehorai                                             |
| Top 6             | - Matar Cohen - Shimrit Cohen                                |
| Top 10            | - Nivit Bash - Orit Fisher - Liraz Leibovitz - Alina Stutman |

## Candidatas
Veinte candidatas compitieron por el título.
| Nombre           | Nombre en hebreo | Edad | Altura          | Residencia     | Ref.   |
| ---------------- | ---------------- | ---- | --------------- | -------------- | ------ |
| Chen Atias       | חן אטיאס         | 18   | 1,72 m (5′ 8″)  | Ascalón        | [ 6 ]  |
| Nivit Bash       | ניבית בש         | 20   | 1,70 m (5′ 7″)  | Bat Yam        | [ 7 ]  |
| Neta Bell        | נטע בל           | 20   | 1,74 m (5′ 9″)  | Tel Aviv       | [ 8 ]  |
| Maayan Ben Haim  | מעין בן-חיים     | 20   | 1,74 m (5′ 9″)  | Haifa          | [ 9 ]  |
| Stavit Bodin     | סתוית בודין      | 18   | 1,75 m (5′ 9″)  | Haifa          | [ 10 ] |
| Matar Cohen      | מטר כהן          | 18   | 1,78 m (5′ 10″) | Shoham         | [ 11 ] |
| Shamrit Cohen    | שמרית כהן        | 18   | 1,72 m (5′ 8″)  | Kiryat Yam     | [ 12 ] |
| Orit Fisher      | אורית פישר       | 20   | 1,78 m (5′ 10″) | Haifa          | [ 13 ] |
| Atalia Kogan     | עתליה קוגן       | 19   | —               | Kiryat Motzkin | [ 14 ] |
| Sivan Klein      | סיון קליין       | 18   | 1,74 m (5′ 9″)  | Jerusalén      | [ 15 ] |
| Liraz Leibovitz  | לירז ליבוביץ     | 23   | 1,76 m (5′ 9″)  | Rishon LeZion  | [ 16 ] |
| Miri Levy        | מירי לוי         | 20   | 1,80 m (5′ 11″) | Haifa          | [ 17 ] |
| Shahar Nahorai   | שחר נהוראי       | 21   | 1,70 m (5′ 7″)  | Beit Alfa      | [ 18 ] |
| Vika Schwartz    | ויקה שוורץ       | 23   | 1,74 m (5′ 9″)  | Yeruham        | [ 19 ] |
| Eleanor Sebag    | אלינור סבג       | 18   | 1,75 m (5′ 9″)  | Netivot        | [ 20 ] |
| Naama Segev      | נעמה שגב         | 19   | 1,73 m (5′ 8″)  | Beerseba       | [ 21 ] |
| Nofer Seneca     | נופר סנקה        | 19   | 1,80 m (5′ 11″) | Bat Yam        | [ 22 ] |
| Veronika Soskin  | ורוניקה סוסקין   | 17   | 1,78 m (5′ 10″) | Arad           | [ 23 ] |
| Alina Stutman    | אלינה שטוטמן     | 18   | 1,80 m (5′ 11″) | Kfar Saba      | [ 24 ] |
| Panina Vishnikov | פנינה וישניקוב   | 21   | 1,74 m (5′ 9″)  | Haifa          | [ 25 ] |